# Pilosella lactucella
Pilosella lactucella là một loài thực vật có hoa trong họ Cúc. Loài này được (Wallr.) P.D.Sell & C.West miêu tả khoa học đầu tiên năm 1967.